# Scheibe (Mittelherwigsdorf)

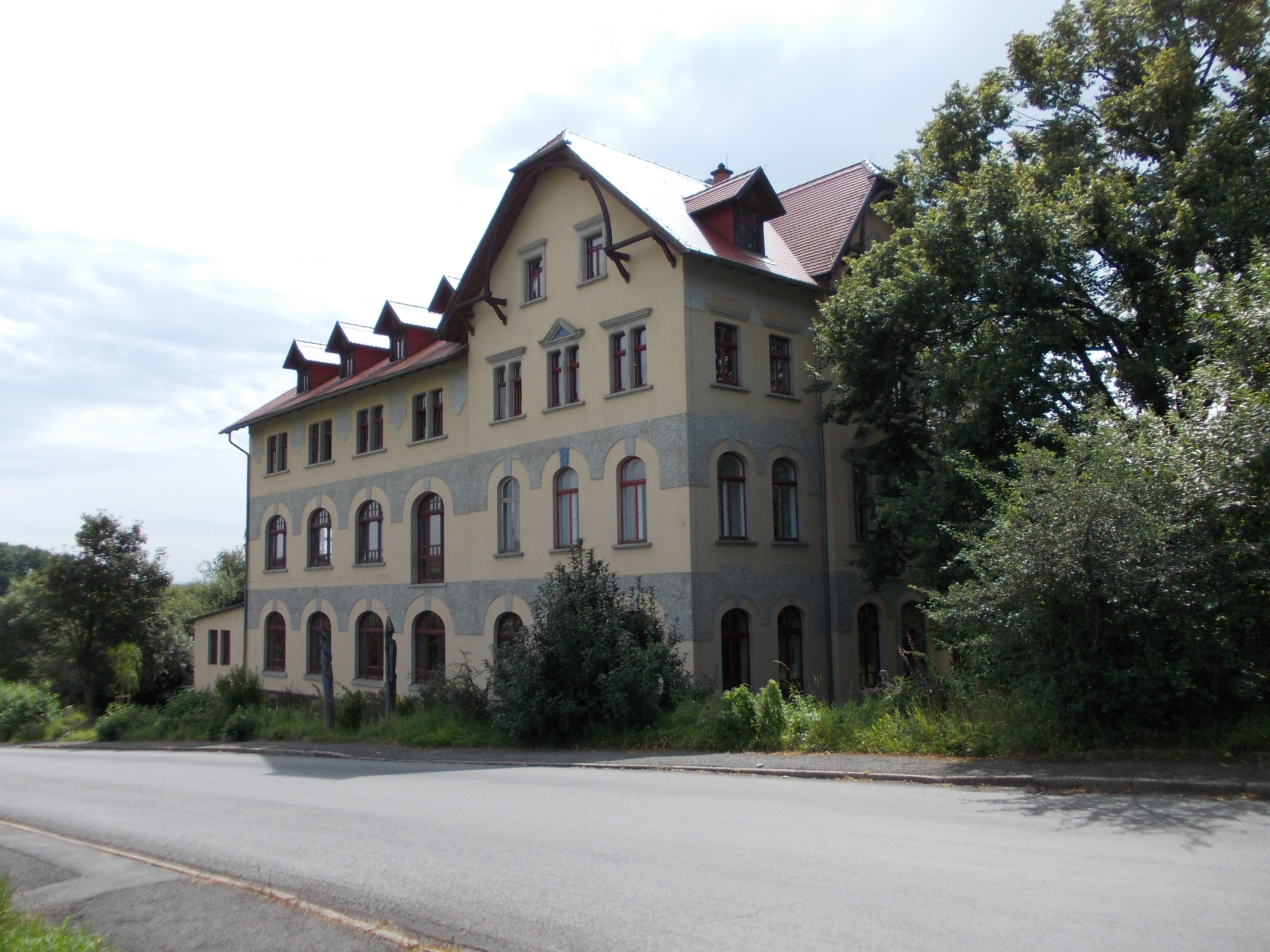
Kulturfabrik

Scheibe ist ein Gemeindeteil von Mittelherwigsdorf im Landkreis Görlitz in Sachsen.

## Geografie

### Lage
Scheibe liegt im südlichen Teil des Landkreises im Großschönauer Becken- und Kuppenland in der Östlichen Oberlausitz. Das Dorf erstreckt sich unterhalb der Einmündung des Landwassers in die Mandau auf der rechten Seite des Mandautals. Im Nordwesten erheben sich über dem Roschertal der Butterberg (370 m ü.NHN) und Niederoderwitzer Steinberg (385,2 m ü.NN), nördlich der Landberg (313,8 m ü.NN), südöstlich der Schülerberg (306,2 m ü.NHN), südwestlich der Scheibeberg (422,7 m ü.NN) und im Westen der Scheiber Spitzberg (406,2 m ü.NHN).
Durch Scheibe verläuft die Staatsstraße 139 von Mittelherwigsdorf nach Spitzkunnersdorf. Am Keilbahnhof Mittelherwigsdorf gabeln sich die Bahnstrecken Mittelherwigsdorf–Varnsdorf–Eibau und Zittau–Löbau.

### Straßen
Der Ortsteil wird von den Straßen Bahnhofstraße, Hainewalder Straße, Spitzkunnersdorfer Straße, Zur Felsenmühle, Mandauufer, Mühlgraben, Hörnitzer Straße, Am Sportplatz, Viebig und Zum Feierabendheim durchzogen.

### Nachbarorte
| Spitzkunnersdorf              | Landberghäuser, Niederoderwitz              | Oberherwigsdorf   |
| Gampenstein, Butterberghäuser | Kompassrose, die auf Nachbargemeinden zeigt | Mittelherwigsdorf |
| Charlottenruh, Hainewalde     | Neuhörnitz, Kux                             | Pethau            |

## Geschichte
Erstmals schriftlich erwähnt wurde der Rittersitz Zeib im Jahre 1359. Seit Beginn des 15. Jahrhunderts gehörte der in lateinischen Schriften „Inferior Pars“ genannte Ort verschiedenen Zittauer Bürgern, darunter ab 1422 Peter Thomas und dessen Nachkommen. Später erwarben die Herren von Gersdorff auf Hennersdorf die Scheibe. 1453 verkaufte Stefan von Gersdorff die Stegemühle an die Oybiner Cölestiner. Das Kloster Oybin kaufte 1495 Nicol von Gersdorff die übrige Scheibe einschließlich der Scheibemühle ab. Die Scheibe besaß eine eigene Ortsgerichtsbarkeit, wegen der geringen Zahl der Untertanen wurde das Scheiber Erbgericht 1516 dem Mittelherwigsdorfer Erbgericht zugeschlagen. 1574 erwarb die Stadt Zittau im Zuge der Aufhebung des Klosters Oybin auch die Scheibe. 
1735 bestand die Scheibe aus 72 Häusern, darunter zehn Bauern, zwölf Gärtnern, 43 Häuslern sowie fünf Gedingehäusern. Die Wasserkraft der Mandau trieb zwei Mühlen an. Die oberhalb der Landwassermündung an der Mandau gelegene Scheibemühle wurde zu dieser Zeit als feines steinernes Gebäude mit vier Gängen beschrieben. Die andere Mühle war die nahe dem Gemeindesteg nach Mittelherwigsdorf bei der Einmündung des Rietschebaches befindliche Stegemühle. Eine dritte Mühle – die Felsenmühle – lag am Unterlauf des Landwassers. Haupterwerbsquellen bildeten der Ackerbau und Viehzucht sowie die Leineweberei. Außerdem lebten im Ort mehrere Leinwandsammler. Pfarr- und Schulort war Mittelherwigsdorf.
1848 nahm die Löbau-Zittauer Eisenbahngesellschaft den Eisenbahnbetrieb zwischen Zittau und Löbau auf. 20 Jahre später nahmen die Königlich Sächsischen Staatseisenbahnen den Bahnverkehr zwischen Zittau und Großschönau auf. Der als Schnittpunkt beider Strecken dienende Haltepunkt in der Scheibe wurde 1882 zum Bahnhof Scheibe ausgebaut. Am 1. Juni 1866 wurde am südlichen Ortsausgang das gemeinschaftlich von elf Gemeinden der Amtshauptmannschaft Zittau errichtete und getragene Bezirksarmenhaus eingeweiht. Um die Jahrhundertwende wurde die Scheibemühle zu einer Mechanischen Weberei umgebaut. Zu Beginn des 20. Jahrhunderts wurde am Osthang des Scheibebergs ein Steinbruch aufgenommen. 1907 entstand nahe dem Bahnhof eine Teigwarenfabrik. Das Bezirksarmenhaus wurde 1908 zum Asyl für Gebrechliche, Zuflucht für Arme und Besserungsanstalt für Verwahrloste erweitert. Zum 1. Januar 1923 fusionierten die Gemeinden Scheibe und Mittelherwigsdorf. Der Bahnhof Scheibe wurde am 15. Mai 1927 in Bahnhof Mittelherwigsdorf umbenannt.  
Die Felsenmühle stellte den Mahlbetrieb vor dem Zweiten Weltkrieg ein. Die Stegemühle diente nach ihrer Betriebseinstellung als Lager des VEB Robur-Werke Zittau. Das ehemalige Bezirksarmenhaus wurde nach der Auflösung der Hospitalstiftung „Sankt Jakob“ im Jahre 1952 als Feierabendheim „Jenny Marx“ betrieben. 1972 wurde die Teigwarenfabrik verstaatlicht und nach der politischen Wende stillgelegt.
Seit den 1990er Jahren wird das ehemalige Feierabendheim „Jenny Marx“ von der Diakonie Löbau-Zittau als „Altenpflegeheim Wichernhaus“ betrieben. Das zum Abriss vorgesehene Kulturdenkmal Teigwarenfabrik wurde 1995 durch die Familie Bretschneider an Thomas Pilz verkauft, der es zusammen mit seiner Lebensgefährtin Veronika Kirchmaier vor dem Verfall sicherte und das gemeinschaftliche Wohn- und Kulturprojekt „Kulturfabrik Meda“ aufbaute. Beim Mandauhochwasser im August 2010 musste das Wichernhaus notevakuiert werden. 2013 entstand am Sportzentrum ein ca. 3 km langer Barfußpfad.

### Ortsname
Urkundlich überliefert sind die Namensformen Zeib (1359), Schaybe (1423), Inferior Pars, Scheibe vor Herwigsdorff (1495), Scheibe (1759) und Scheibe bei Herwigsdorf (1908).

### Verwaltungszugehörigkeit
1777: Görlitzer Kreis, 1849: Landgerichtsbezirk Löbau, 1856: Gerichtsamt Zittau, 1875: Amtshauptmannschaft Zittau, 1952: Kreis Zittau, 1994: Landkreis Löbau-Zittau, 2008: Landkreis Görlitz

### Einwohnerentwicklung
| Jahr | Einwohner        |
| ---- | ---------------- |
| 1553 | 4 besessene Mann |
| 1735 | 340              |
| 1875 | 497              |

## Ortsbild
Scheibe wurde als Waldstreifendorf angelegt.

## Söhne und Töchter des Ortes
- Friedrich Eckhart (1687–1736), Gärtner, Autor und Chronist